# Geogamasus bisetosus
Geogamasus bisetosus är en spindeldjursart som beskrevs av Wolfgang Karg 1976. Geogamasus bisetosus ingår i släktet Geogamasus och familjen Ologamasidae. Inga underarter finns listade i Catalogue of Life.